# Cephalosphaera (djur)
Cephalosphaera är ett släkte av tvåvingar. Cephalosphaera ingår i familjen ögonflugor.

## Dottertaxa tillCephalosphaera, i alfabetisk ordning[1][2]
- Cephalosphaera acuminata
- Cephalosphaera aequatorialis
- Cephalosphaera amboinalis
- Cephalosphaera appendiculata
- Cephalosphaera arnaudi
- Cephalosphaera biscaynei
- Cephalosphaera boutropis
- Cephalosphaera brevis
- Cephalosphaera collarti
- Cephalosphaera cristata
- Cephalosphaera eukrenaina
- Cephalosphaera fairchildi
- Cephalosphaera filicera
- Cephalosphaera furcata
- Cephalosphaera germanica
- Cephalosphaera guanacastensis
- Cephalosphaera gymne
- Cephalosphaera hikosanus
- Cephalosphaera hirashimai
- Cephalosphaera honshuensis
- Cephalosphaera immodica
- Cephalosphaera incomitata
- Cephalosphaera insularis
- Cephalosphaera inusitatus
- Cephalosphaera jamaicensis
- Cephalosphaera kasparjani
- Cephalosphaera macroctenia
- Cephalosphaera magnispinosus
- Cephalosphaera maxima
- Cephalosphaera miriamae
- Cephalosphaera mocaensis
- Cephalosphaera motichoorensis
- Cephalosphaera pacaraima
- Cephalosphaera pallidifemoralis
- Cephalosphaera panamaensis
- Cephalosphaera parthenopipis
- Cephalosphaera patula
- Cephalosphaera petila
- Cephalosphaera prionotaina
- Cephalosphaera procera
- Cephalosphaera prolata
- Cephalosphaera reducta
- Cephalosphaera redunca
- Cephalosphaera santiagoensis
- Cephalosphaera sapporoensis
- Cephalosphaera semispiralis
- Cephalosphaera sylvanus
- Cephalosphaera tingens
- Cephalosphaera wauensis
- Cephalosphaera vietnamensis
- Cephalosphaera xanthosternum
- Cephalosphaera zumbadoi